# Ложнослоники (род)
Ложнослоники (лат. Anthribus) — род жесткокрылых из семейства ложнослоников.

## Описание
Переднеспинка с тремя бугорками, которые несут пучки тёмных щетинок и образуют поперечный ряд у её середине; её основание прямое. Длина головотрубки не меньше её ширины. Усики длинные, у самцов не короче тела.

## Систематика
В составе рода:
- Anthribus aculeatus Fabr., 1801
- Anthribus aculeatus Fabricius, 1801
- Anthribus acuticornis Fabricius, 1801
- Anthribus adspersus Sturm, 1826
- Anthribus aeneus Olivier, 1789
- Ложнослоник красный (Anthribus fasciatus Forster, 1770)
- Ложнослоник серый еловый (Anthribus nebulosus Förster, 1771)
- Anthribus scapularis (Gebler, 1833)

Ранее в состав рода включали:
- Ложнослоник беловатый (Platystomos albinus) (=Anthribus albinus)